# Wilhelm Alexander Freund
Wilhelm Alexander Freund (Krapkowice, 26 agosto 1833 – Berlino, 24 dicembre 1917) è stato un ginecologo tedesco.

## Biografia
Nacque in una famiglia ebrea, nel 1855 si laureò in medicina all'Università di Breslavia. Nel 1874 divenne professore associato a Breslavia. Nel 1879 si trasferì a Strasburgo, dove fu professore di ginecologia e ostetricia.
Nel gennaio 1878, Freund eseguì la prima estirpazione addominale di un utero canceroso. Venti anni dopo, nel 1898, il ginecologo austriaco Ernst Wertheim (1864-1920) divenne il primo medico ad estirpare completamente l'utero attraverso l'addome.
L'omonima "anomalia di Freund" è un restringimento dell'apertura toracica superiore causata da un accorciamento della prima costola e della cartilagine.

## Opere
- Beiträge zur Histologie der Rippenknorpel, Breslau, 1858.
- Der Zusammenhang Gewisser Lungenkrankheiten mit Primären Rippenknorpelanomalien, Erlangen, 1858.
- Eine Neue Methode der Exstirpation des Uterus in Richard von Volkmann's "Sammlung Klinischer Vorträge", 1885, No. 133.
- Die Gynäkologische Klinik, Strasburg, 1891.